# Між нами дівчатами
Між нами дівчатами — російськомовний телесеріал українського виробництва. Вперше показаний 2013 року на телеканалі «1+1» . 36-серійний комедійний серіал від творців серіалу «Свати». Це лірична комедія - історія однієї сім'ї, яка складається з трьох жінок різних поколінь. Кожна з них має свою історію кохання,  але всі вони - гострі на язик. Вони живуть в одній квартирі і весь час хочуть роз'їхатися, але лишаються разом попри всі сварки.

## Сюжет
Іраїда Степанівна, фактично глава сім'ї, все життя віддала вокальній творчості. Вона, доволі знаменита — в вузьких колах — співачка, яка, в місцевій філармонії радує слухачів своїм талантом, виконуючи народні, всім знайомі, пісні і романси. Іраїда Степанівна — мама Олени і бабуся Олесі.
Олена, доволі молода жінка, яка ще не втратила надію на особисте сімейне жіноче щастя, займала місце начальника відділу в будівничій фірмі. Вона — донька Іраїди Степанівни і мати Олесі. Ну і звичайно, сама Олеся, донька Олени та внучка Іраїди Степанівни. Дівчина навчалась в коледжі і також шукала своє щастя. Всі жінки, не дивлячись на те, що вони близькі кровні родички, абсолютно різні, і в першу чергу за характерами. Звісно вік і різні погляди на життя, також впливають на відносини між ними, але, їх все-таки до останнього часу об'єднувала самотність.
Іраїда Степанівна давно стала вдовою, Олену покинув з маленькою донькою чоловік, та, після цього так і не знашла собі (до недавнього часу), другого чоловіка. Правда у доньки-онучки Олесі був Микита, але дівчина, через якусь невідому причину довгий час не знайомила його з бабусею і мамою. Але, все ж настав час, коли Олеся привела свого Микиту, поставивши перед фактом — він буде жити з ними. І ось же парадокс — особисте життя, виявляється, важко розпочати не тільки в двадцять років, коли закохані молоді й гарячі. Це важко зробити і в шістдесят років, і в сорок.
Молоді покинули сімейне гніздо і переїхали в столицю, щоб розпочати самостійне, доросле життя, де їх відносини будуть проходити випробування на міцність. Олена знову чекає дитину і мабуть жінці треба радіти цьому, але їй сумно і це створює проблеми не тільки їй, але і оточуючим. У Іраїди Степанівни «болить голова» відносно рідної філармонії, яка знаходиться в тяжкій, фінансовій кризі, не дивлячись на те, що змінився директор, а його місце, тимчасово, зайняв Сан Санич.
Аркадій, кращий друг Іраїди, який все життя був у неї закоханий, нарешті знайшов своє кохання — скрипачку Віолетту…

## Актори та знімальна група

### У ролях
- Юлія Меньшова  — Олена Сайко
- Наталія Скоморохова — Олеся Сайко
- Галина Петрова — Іраіда Кузнєцова
- Валерій Афанасьєв  — Сан Санич Рибаков
- Мітя Лабуш — Микита Ларін
- Олександр Нікітін  — Євгеній Левандовський
- Валерій Гаркалін  — Аркадій Рябоконь
- Ірина Бякова — Ольга, подруга Олени
- Андрій Бутін — Сергій, чоловік Ольги, декан
- Ірина Лосєва — Лідія Ларіна, мати Микити
- Олександр Шаврін — Андрій Ларін, батько Микити
- Людмила Артем'єва — Клава, тітка Левандовського
- Сергей Суслов — охоронець